# Ландшайде
Ландшайде (нем. Landscheide) — община в Германии, в земле Шлезвиг-Гольштейн. 
Входит в состав района Штайнбург. Подчиняется управлению Вильстермарш.  Население составляет 228 человек (на 31 декабря 2010 года). Занимает площадь 7,44 км².